# Pomniki przyrody w Grudziądzu
Pomniki przyrody w Grudziądzu
W mieście znajdują się 38 pomniki przyrody: 30 pojedynczych drzew, 6 grup drzew, 1 aleja oraz 1 wychodnia skalna. W strukturze gatunkowej przeważają dęby szypułkowe. 
Na uwagę zasługują: wierzba rosnąca nad kanałem Trynka, kasztanowiec zwyczajny w lesie komunalnym, lipa szerokolistna w Ogrodzie Botanicznym, dąb szypułkowy przy ul. Lipowej nad jeziorem Tarpno, buk zwyczajny przy ul. Jagiełły, platan klonolistny przy ul. Armii Krajowej i wychodnia skalna.
Na terenie Grudziądza znajdują się następujące pomniki przyrody: (stan prawny luty 2025):
| Nr  | Lokalizacja                                                        | Forma             | Nazwa                                                                                           | Obwód przy powołaniu [cm]       | Wysokość       | Rok uznania | Zdjęcie |
| 1.  | las komunalny oddz. 31a                                            | pojedyncze drzewo | kasztanowiec zwyczajny                                                                          | 410                             | 24             | 2009        |         |
| 2.  | las komunalny oddz. 32c                                            | pojedyncze drzewo | dąb szypułkowy                                                                                  | 310                             | 27             | 2009        |         |
| 3.  | Park Miejski przy ul. gen. J. Hallera                              | pojedyncze drzewo | dąb szypułkowy                                                                                  | 330                             | 24             | 2009        |         |
| 4.  | Park Miejski przy ul. gen. J. Hallera                              | pojedyncze drzewo | dąb szypułkowy                                                                                  | 210                             | 18             | 2009        |         |
| 5.  | Góra Zamkowa                                                       | pojedyncze drzewo | dąb szypułkowy "Ułan"                                                                           | 330                             | 21             | 2009        |         |
| 6.  | Miejskie Przedszkole "Tarpno" ul. Legionów 30                      | pojedyncze drzewo | dąb szypułkowy                                                                                  | 380                             | 32             | 2008        |         |
| 7.  | las komunalny oddz. 24c                                            | pojedyncze drzewo | dąb szypułkowy                                                                                  | 298                             | 26             | 2007        |         |
| 8.  | las kumnalny oddz. 29d                                             | pojedyncze drzewo | dąb szypułkowy                                                                                  | 392                             | 32             | 2007        |         |
| 9.  | las komunalny oddz. 27g                                            | pojedyncze drzewo | dąb szypułkowy                                                                                  | 305                             | 35             | 2007        |         |
| 10. | las kumnalny oddz. 27i                                             | pojedyncze drzewo | dwupienny dąb szypułkowy                                                                        | 253 i 256                       | 32             | 2007        |         |
| 11. | las komunalny oddz. 24k                                            | pojedyncze drzewo | dąb szypułkowy                                                                                  | 298                             | 22             | 2007        |         |
| 12. | Plaża Miejska                                                      | pojedyncze drzewo | dąb szypułkowy                                                                                  | 352                             | 25             | 2007        |         |
| 13. | ul. Zaleśna                                                        | pojedyncze drzewo | dąb szypułkowy                                                                                  | 406                             | 22             | 2007        |         |
| 14. | Hotel Energetyk                                                    | pojedyncze drzewo | buk zwyczajny                                                                                   | 248                             | 25             | 2007        |         |
| 15. | leśniczówka ul. Nad Torem                                          | pojedyncze drzewo | modrzew europejski                                                                              | 281                             | 30             | 2007        |         |
| 16. | ul. Kunickiego                                                     | grupa drzew       | 2 dęby szypułkowe                                                                               | 292 i 308                       | 19 i 18        | 2007        |         |
| 17. | Ogród Botaniczny                                                   | pojedyncze drzewo | lipa szerokolistna                                                                              | 375                             | 27             | 2007        |         |
| 18. | las komunalny oddz. 32c                                            | pojedyncze drzewo | buk zwyczajny                                                                                   | 285                             | 28             | 2007        |         |
| 19. | Park nad jeziorem Tarpno, oddz. 33h                                | grupa drzew       | 12 dębów szypułkowych lipa szerokolistna kasztanowiec zwyczajny                                 | od 304 do 485 355 335           | 28 do 35 23 30 | 1998        |         |
| 20. | las komunalny oddz. 30d, 300m od drogi Grudziądz - Piaski          | pojedyncze drzewo | dwupienny dąb szypułkowy                                                                        | 370 i 388                       | 21             | 1970        |         |
| 21. | rejon ulic Kosynierów Gdyńskich i Mickiewicza - nad kanałem Trynka | pojedyncze drzewo | wierzba                                                                                         | 660                             | 22             | 1980        |         |
| 22. | ul. Lipowa, w pobliżu jeziora Tarpno                               | pojedyncze drzewo | dąb szypułkowy                                                                                  | 559                             | 22             | 1982        |         |
| 23. | ul. Kochanowskiego, park przyszkolny                               | grupa drzew       | 2 dęby szypułkowe lipa drobnolistna platan klonolistny                                          | 367 i 425 340 326               | 27 i 31 35 31  | 1988        |         |
| 24. | ul. Armii Krajowej                                                 | grupa drzew       | 2 dęby szypułkowe lipa drobnolistna platan klonolistny                                          | 339 i 389 421 404               | 30 i 30 28 32  | 1988        |         |
| 25. | las komunalny oddz. 29f                                            | pojedyncze drzewo | dąb szypułkowy                                                                                  | 480                             | 32             | 1970        |         |
| 26. | park dworski majątku Rządz                                         | pojedyncze drzewo | dąb szypułkowy                                                                                  | 450                             | 25             | 1993        |         |
| 27. | ul. Jagiełły, 50 m od jezdni, las oddz. 32f                        | pojedyncze drzewo | buk zwyczajny                                                                                   | 410                             | 21             | 1998        |         |
| 28. | dz. ew. nr 1, obr. 151; ul. Klonowa                                | wychodnia skalna  | wychodnia zlepieńców plejstoceńskich                                                            | -                               | -              | 1985        |         |
| 29. | ul. Małomłyńska/PCK                                                | pojedyncze drzewo | lipa drobnolistna                                                                               | 268                             | -              | 2011        |         |
| 30. | przed posesją ul. Tadeusza Rejtana 27                              | pojedyncze drzewo | lilak pospolity                                                                                 | 110                             | -              | 2017        |         |
| 31. | ul. Sienkiewicza 27, teren I L.O. im. Bolesława Chrobrego          | grupa drzew       | 2 magnolie pośrednie                                                                            | 95 i 112                        | -              | 2017        |         |
| 32. | ul. Armii Krajowej 39, Dom Pomocy Społecznej                       | grupa drzew       | buk zwyczajny platan klonolistny                                                                | 352 353                         | -              | 2019        |         |
| 33. | nad Wisłą (N53° 27’ 21’’, E18° 42’ 47’’)                           | pojedyncze drzewo | topola czarna „Marzanna”                                                                        | 662                             | -              | 2022        |         |
| 34. | gen. Sikorskiego 19-23                                             | pojedyncze drzewo | dąb szypułkowy                                                                                  | 427                             | -              | 2024        |         |
| 35. | przy ul. Śniadeckich 29c, przy drodze                              | pojedyncze drzewo | dąb bezszypułkowy                                                                               | 345                             | -              | 2024        |         |
| 36. | Ogród Botaniczny                                                   | pojedyncze drzewo | dąb szypułkowy                                                                                  | 340                             | -              | 2024        |         |
| 37. | ul. Czwartaków tereny nad Wisłą                                    | pojedyncze drzewo | topola czarna „Horpyna”                                                                         | 968                             | -              | 2024        |         |
| 38. | ul. Śniadeckich/Jackowskiego/Wyspiańskiego                         | aleja drzew       | 29 kasztanowców zwyczajnych, 3 jesiony wyniosłe, 1 glediczja trójcierniowa „Aleja Kasztanowców” | od 128 do 305 od 145 do 184 182 | -              | 2025        |         |